# 牛集镇
牛集镇，是中华人民共和国安徽省亳州市谯城区下辖的一个乡镇级行政单位。

## 行政区划
牛集镇下辖以下地区：
牛集村、宋老家村、兑井村、大权村、张沃村、吴老家村、宋庄村、李集村、罗庄村、郭楼村、安六村、桥北村、蒋楼村、大王村和灵子门村。